# Zanetto Bugatto

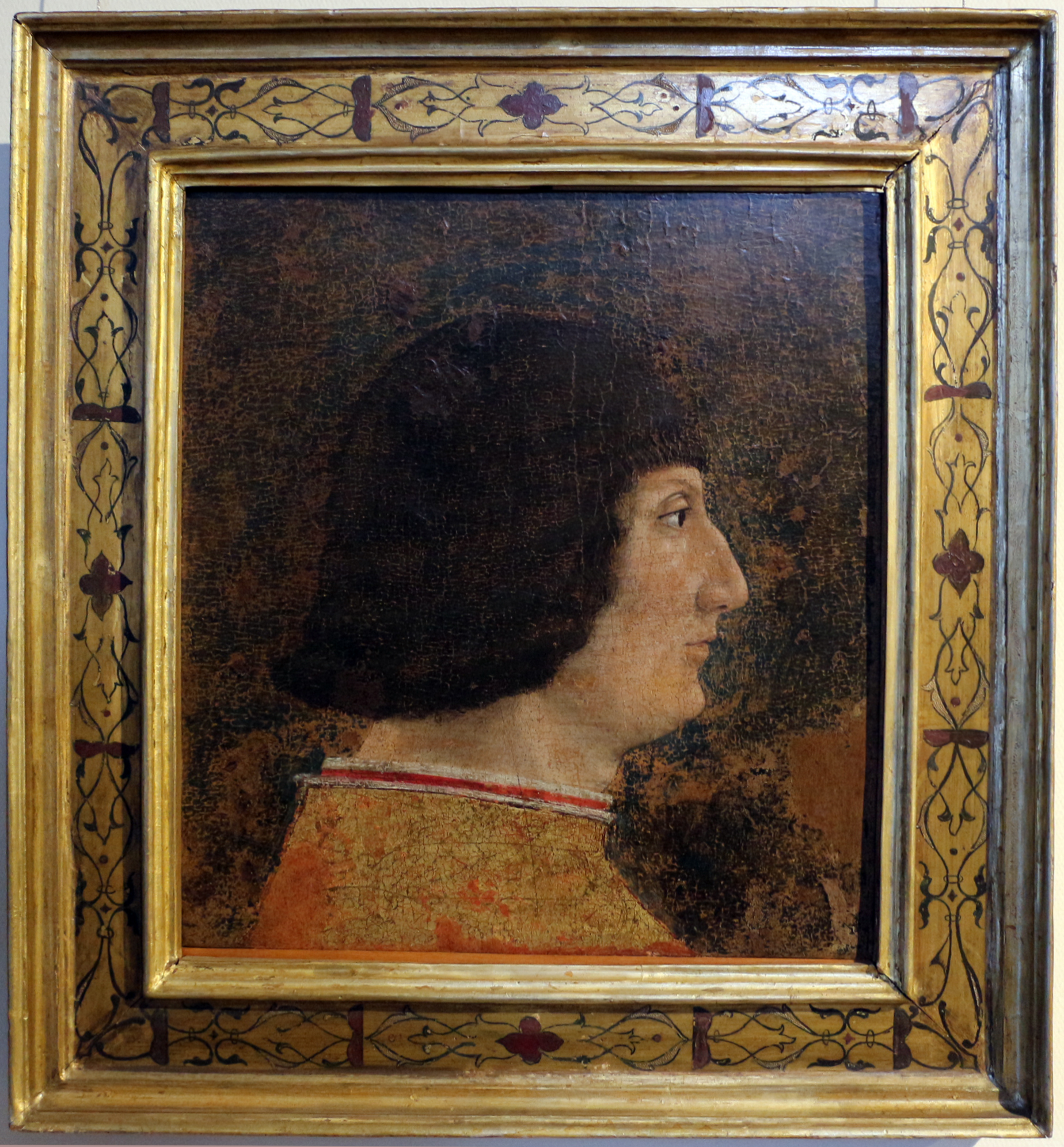
Galeazzo Maria Sforza (attr.), 1474-76, Castello Sforzesco, Milan

Zanetto Bugatto (Milán, documentado de 1458 a 1474) fue un pintor italiano. 
Se destacó como retratista áulico en la corte de los duques de Milán, los Sforza, en el período 1455-1461. Muy poco se sabe de su vida, la fecha de su fallecimiento se da por aproximación (sí es indiscutible que murió antes de 1476). En su obra pictórica se continúa logradamente la síntesis iniciada por Antonello da Messina de la pintura de escuela lombarda y la gótica tardía con motivos flamencos. Para esto entre 1460-1463 Federico Sforza le envió a Bruselas a estudiar con Rogier Van der Weyden. Se tienen también noticias de que en 1468 realizó un viaje a París. Hacia 1471 fue uno de los colaboradores de Vincenzo Foppa y en 1472 colaboró con Bonifacio Bembo, especialmente en la realización de las pinturas para la iglesia de Santa Maria delle Grazie (Santa María de las Gracias) cerca de Vigevano. En 1473 trabajó junto a Bembo y Foppa en la capilla ducal de Pavia.

Algunos de sus retratos más conocidos son:
- Retrato de Francesco I Sforza (en el Archivo Capitular de Monza)
- Retrato de Ippolita Sforza
- Se le atribuye la Madonna col Bambino (Virgen con el Niño) que se encuentra en la Fundación Cagnola alla Grazie.